# 天主教戈奎教區
天主教戈奎教區 （拉丁語：Dioecesis Gokvensis）是津巴布韋一個羅馬天主教教區，屬哈拉雷總教區。
教區成立於1990年6月17日，包括中部省北部兩個區、西馬紹納蘭省西部及北馬塔貝萊蘭省北部。
2006年有教友70,701人（佔轄區總人口12.9%）、十四個堂區、廿三名司鐸。現任教區主教為安赫爾‧弗洛羅‧馬丁內斯。